# Hippocampus patagonicus
Hippocampus patagonicus is een straalvinnige vissensoort uit de familie van zeenaalden en zeepaardjes (Syngnathidae). De wetenschappelijke naam van de soort is voor het eerst geldig gepubliceerd in 2004 door Piacentino & Luzzatto.